# Coulanges-sur-Yonne
Coulanges-sur-Yonne é uma comuna francesa na região administrativa de Borgonha-Franco-Condado, no departamento de Yonne. Estende-se por uma área de 10,55 km². Em 2010 a comuna tinha 542 habitantes (densidade: 51,4 hab./km²).